# Дробня
Дро́бня — протока между озёрами Баторино и Мястро, входящими в Нарочанскую группу озёр. Может также называться рекой Дробня либо Баторинским ручьём.
Дробня начинается в заливе в северо-западной части озера Баторино и примыкает к озеру Мястро с восточной стороны. К правому берегу выходит южная окраина города Мядель.
Длина русла составляет приблизительно 1,4 км, ширина варьируется от 3 до 5 м. Скорость течения воды в протоке — 0,07 м/с.
Несмотря на крайне малую длину, Дробня характеризуется значительной площадью водосбора, составляющей 92,5 км². Столь высокая величина объясняется тем, что при подсчёте учитывается площадь водосбора озера Баторино, равная 92,4 км².
Русло сравнительно прямое. Берега с обеих сторон заболочены.
Водоток по всей длине проходит по территории национального парка «Нарочанский».
На участке протяжённостью 120 м от места истока из озера Баторино производится промысловый лов речного угря.